# 茅于轼
茅于轼（1929年1月14日—），江苏镇江人，生于江苏南京，中国经济学家。他是天则经济研究所荣誉理事长，人文经济学会理事长。代表作有《择优分配原理》、《中国人的道德前景》，中国民间经济学研究的代表人物之一，現居加拿大溫哥華。

## 生平

### 早年经历：1929-1960
1929年1月14日，茅于轼出生于江苏省南京市。他的祖父茅乃登是清朝江浙联军革命军司令部秘书部的副长，父亲茅以新是著名的铁路工程师，母亲是苏州大家闺秀，二伯父茅以昇是著名的桥梁专家。
儿时，茅于轼的父亲茅以新因为工作调动，全家经常搬迁，从小学到中学，他辗转读过13所学校。
1946年，茅于轼考上南开中学，接着又考入国立交通大学工商管理系，大二时转入机械系。
1949年，茅于轼来到黑龙江省齐齐哈尔市的齐齐哈尔铁路局工作，历任机车司炉、司机、技术员、工程师。
1955年, 调入铁道部铁道科学研究院，任助理研究员，从事机车车辆性能研究。
1958年，反右倾斗争开始，茅于轼被划分为“右派”，他被降职降薪，妻子赵燕玲被停薪留职。

### 劳改十六年：1960-1976
1960年, 茅于轼被下放到山东省滕县劳动改造。
1966年，文化大革命开始后，茅于轼和妻子一起被挂牌、批斗、强迫劳动，家被抄，并且被剃成光头，母亲也被牵连进来剃成“阴阳头”之后被调至大同机车厂工作10年。1975年开始从事运输经济、数理经济等微观经济学研究。
从1960年到1976年，茅于轼在劳动改造期间学习数学、力学、英语。

### 后毛泽东时代：1976-2012
1979年提出择优分配原理。
1984年9月，茅于轼从铁道部科学研究院调到中国社会科学院美国研究所，任副研究员、研究员。
1986年, 赴美国哈佛大学做访问学者。1987年, 又担任非洲能源政策研究网顾问。1990年, 担任澳大利亚昆士兰大学经济系讲师。1993年，茅于轼和盛洪、张曙光等经济学家共同创建了由美国基金会以及私人资本资助的民间智库“天则经济研究所” ，任所长、理事长，後为理事长、常务理事。

### 习近平时代：2012年至今
2013年，茅于轼到辽宁省沈阳市及湖南省长沙市進行演讲，卻受到电话骚扰，在现场也遭到抗议，導致演講被取消，在沈阳的示威者打着寫有“沈阳人民声讨汉奸茅如屎”、“打倒美国豢养的汉奸走狗”、“警惕茅于轼串联煽动推翻共产党，把中国变成叙利亚”等等的横幅，在长沙的示威者打着寫有“茅于轼是反民族反共产党、反社会主义的狗汉奸”、“严防汉奸茅于轼流窜伟人故乡作案、红色热土岂容玷污、三湘父老情何以堪”的横幅。
2014年，有傳聞稱 茅于轼等幾位作家被国家新闻出版广电总局点名，各出版社今后被要求不得出版其作品的消息，後證明消息属实。
2017年茅于轼等人创立的民间智库平台所營運的“天则经济研究所网”、“天则公用事业研究中心网”等多个网站被封。茅于轼所使用的社交帐号也被删除。
2018年11月，北京天則所諮詢有限公司被北京工商行政管理局以擅自從事教育活動為由，吊銷營業執照。12月，茅于轼在接受美國官方媒體美国之音的采访的时候，透露了他有退出中国共产党這個想法一事。
2019年1月14日，茅于軾提到他的九十歲生日願望是 如果自己有選擇，想前往美國。同年八月，北京市有關部門指控天則經濟研究所違反監管規定，並且下令強制關閉該研究所，往後茅于軾逐漸淡出公眾視野。
2023年年中，茅于軾携夫人赵燕玲移民到加拿大溫哥華，並且表示其此生不會回到中國。

## 个人生活
1953年，出身于南京名门世家24岁的茅于轼在苏州认识了出身富商之家的助产学校学生19岁的赵燕玲。1955年茅于轼与赵燕玲结婚。夫妇俩育有一儿一女。儿子茅为星出生于1957年10月。
茅于轼保持着良好的生活习惯，每天早上6点起床，晚上十点就寝，他的日常生活排满了接待、采访、写文章和会议。
- 父亲：茅以新（茅以升的弟弟），著名铁道机械专家。
- 大弟：茅于杭，清华大学电机系毕业后留校任教。八十年代发明了拼音联想码。
- 妹：茅于兰
- 小弟：茅于海，清华大学无线电系毕业后留校在信检教研组任教。1984年自适应捷变频雷达获得国家发明一等奖第一领奖人。1990年被美国斯坦福大学聘为客座教授。

## 奖项
2012年3月下旬，美国古典自由主义和自由意志主义智库加图研究所宣布，83岁的茅于轼获得该所颁发的米尔顿·弗里德曼自由奖，奖金为25万美元。茅于轼及夫人于5月4日在华盛顿出席颁奖仪式，并发表获奖感言。茅于轼在接受《中国经济学人》采访时表示：
CATO给我这个奖，说明中国在自由争取方面有了很大成功。跟其他发展中国家比，中国在这方面的成功是很了不起的。其中有我们的一份力量吧，所以这个奖，不光是给我，也是给中国所有促进自由的人一个鼓励。

## 思想言论
茅于軾推崇自由競爭，並且奉信市场经济及個人主義，他也主張淡化國家主權、國防發展、糧食安全的重要性。

### 钓鱼岛无用论
2012年8月，茅于轼在凤凰卫视《一虎一席谈》时说：“……老百姓关心的是什么，生命财产的安全，希望能够交朋友，到日本到台湾去旅游，做生意，交换信息，互相交朋友享受人生，这个是我们老百姓最关心的事，而且我觉得钓鱼岛没有常住人口，没有GDP，更没有税收，如果海水涨了把它淹了对全世界任何一个国家任何一个老百姓不会有任何的影响，我们为了这件事造成冲突我觉得这个太不合算了。”又在新浪微博说：“……请问，是领土完整重要，还是百姓的生命财产重要？我认为当然是百姓的生命财产更重要。领土不完整，少了一块，于我何干呢？当然如果那块土地上有我们的同胞，这块土地被别人拿去后这些同胞要做亡国奴，那么我们有义务保卫国土。如果那是一块连人都没有的荒岛，争这块领土就毫无意义。或者这块土地上的百姓归属别人管理之后，生活反而提高了，自由反而扩大了，那么这种领土主权的转移，不但不必反对，还值得欢迎。”

### 反对建造航母
茅于轼反对造航母，“我不同意拿国家的钱去造航空母舰。造航空母舰增加国家的国防力量这是好事，但是你没有看到如果你增加国防力量，别人也增加国防力量，这个力量就抵消了，你还是没有占到便宜。不造航母，钱可以用于消除贫困、艾滋病治疗、改善气候变暖等等困扰的问题。”

### 反对经济适用房
茅于轼反对经济适用房，“这几年政府用了很多心思，建了公租房、廉租房等等，城市户口住的问题确实有很大的改善，但是仅限于户籍人口，我觉得这个政策是有很大毛病的。所以我反对经济适用房，这是我一直反对的，经济适用房第一没有效率，第二没有公平。”

### 教育商品化
茅于轼曾經表示他認為解決教育问题最好的方法应该是將其商品化，他曾聲稱：「提高学费，通过提高的学费，以增加更多的奖学金和助学贷款，来解决穷人上学的问题。」

### 反对计划生育
茅于轼不支持中国大陆实施计划生育政策，反而“主张放开三胎四胎，随便生，现在的计划生育政策太荒谬了。”同时他还认为“未来中国进入老龄化社会的速度比哪个国家都快，可能造成的问题也特别大。一胎化政策对当前的经济有很大的好处，降低了家庭的负担，提高了社会的储蓄率。这就是所谓的人口红利。但是这一份红利是寅吃卯粮得来的，将来老龄化社会降临时劳动力供给不足，欠帐是要归还的。”

### 反對「十八亿亩耕地红线」
茅于轼认为，耕地和粮食产量之间没有直接的关系。他认为，中国国内已经解决了粮食的生产和分配问题，同时国外有足够的粮食生产和全球化的市场，发生饥荒的可能性微乎其微。茅于轼认为再继续维持保护耕地政策将致使房价大涨。

### 为富人说话为穷人办事
茅于轼主张“为富人说话，为穷人办事”，因为中国社会大多数人是“为富人办事，为穷人说话”，为富人办事是有酬劳的，为穷人办事是没有酬劳的。

### 反对神化毛泽东
2011年4月26日，茅于轼發表《把毛泽东还原成人》，提出把毛泽东还原成人，不再是神，接受公正的评定。2013年8月31日，茅於軾發表《把毛澤東還原成人》修改版，認為毛澤東因為迷信權力，喪失了起碼的理性，從一個政治家淪落為和人民對立的人民公敵。

### 公開讚揚中共
2013年，在被中国军方反美宣传片《较量无声》直接点名之后，茅于轼公开表示他力挺中共，并且删除了自己於微博中所發表的不利于当局的許多言论，他也在接受媒体采访时表示自己希望共产党政权能够稳定地保持下去，亦聲稱自己对於以习近平为核心的现任领导“充满希望”，相關言論引發了爭議。

## 著述
- 《生活中的经济学》，上海人民出版社，1993年，ISBN 9787208016835 。
- 《谁妨碍了我们致富》，广东经济出版社，1999年，ISBN 9787806323557 。
- 《中国人的道德前景》，暨南大学出版社，1998年，ISBN 9787810296656 。
- 《中国人的焦虑从哪里来》，群言出版社，2007.7，ISBN 9787802563513 。

## 评价

### 正面
卡托研究所表示其认为，茅于轼是中国个人权利和自由市场的最积极倡导者之一，他倡导开放和透明的政治体制，并在中国从计划经济向自由市场经济转型过程中贡献了力量，也是中国民间慈善和社会自助组织的实践者。

### 负面
一些人聲称茅于轼所成立的智库得到美國的支持。有批評者聲稱茅于軾是「美国的拥趸」。此外，茅于轼因經常發表具爭議性的言論而多次被官方及民間对立媒體批評，一些批評者聲稱其言行與卖国主義者的言行無異。

## 脚注
1. ↑  '天则'一詞出自《诗经》上的一段文字：「天生烝民，有物有则。」'天則'一詞的意思是'合乎天道自然之制度规则'。

## 外部連結
- 茅于轼的新浪微博 (2017年1月20日被刪除)
- 茅于轼（腾讯財經）
- 马乾宁：茅于轼们的思维层次很低 （页面存档备份，存于）